# Pimpinella candolleana
Pimpinella candolleana är en flockblommig växtart som beskrevs av Robert Wight och George Arnott Walker Arnott. Pimpinella candolleana ingår i släktet bockrötter, och familjen flockblommiga växter. Inga underarter finns listade i Catalogue of Life.